# Pareteronychus dyscinetoides
Pareteronychus dyscinetoides är en skalbaggsart som beskrevs av Heinrich Bernward Prell 1934. Pareteronychus dyscinetoides ingår i släktet Pareteronychus och familjen Dynastidae. Inga underarter finns listade i Catalogue of Life.